# Родриго Санторо
Родриго Жункеира Реис Санторо (порт. Rodrigo Junqueira Reis Santoro; Петрополис, 22. август 1975) бразилски је глумац. Познат је по улози персијског краља Ксеркса I у филму 300: Битка код Термопила (2006) и његовом наставку 300: Успон царства (2014).

## Биографија
Рођен је 22. августа 1975. године у Петрополису. Син је италијанског инжењера Франшеска Сантора и бразилске уметнице португалског порекла Марије Хосе Жункеире Реис.
Од 2013. забавља се са бразилском глумицом Мел Фронковијак. Ћерку Нину добили су 22. маја 2017. године.

## Филмографија

### Филм
| Улоге Родрига Сантора |                                  |               |                        |          |
| Година                | Српски назив                     | Изворни назив | Улога                  | Напомена |
| 2003.                 | Чарлијеви анђели 2: Гас до даске |               | Ренди Емерс            |          |
| 2003.                 | У ствари љубав                   |               | Карл                   |          |
| 2006.                 | 300: Битка код Термопила         | 300           | Ксеркс                 |          |
| 2009.                 | Волим те, Филипе Морисе          |               | Џими Кемпл             |          |
| 2012.                 | Имате ли знање за друго стање?   |               | Алекс Кастиљо          |          |
| 2014.                 | 300: Успон царства               |               | Ксеркс                 |          |
| 2015.                 | Фокус                            |               | Гарига                 |          |
| 2016.                 | Опасна Џејн                      |               | Фичам                  |          |
| 2016.                 | Бен-Хур                          |               | Исус Христос           |          |
| 2019.                 | Клаус                            |               | Јеспер Јохансон (глас) |          |
| 2020.                 | Пројектна снага                  |               | Биги                   |          |

### Телевизија
| Улоге Родрига Сантора |                |               |                    |              |
| Година                | Српски назив   | Изворни назив | Улога              | Напомена     |
| 1998.                 | Ураган Хилда   |               | Фреј Малтус        | главна улога |
| 2003.                 | Заљубљене жене |               | Ђого Рибеиро Алвес | главна улога |
| 2006.                 | Изгубљени      |               | Пауло              | главна улога |
| 2016—2022.            | Западни свет   |               | Ектор Ескатон      | главна улога |
| 2023—данас            | Вучји чопор    |               | Гарет Бригс        | главна улога |